# Hammarö socken
Hammarö socken i Värmland ingick i Karlstads härad och ingår från 1971 i Hammarö kommun och utgör från 2016 Hammarö distrikt. 
Socknens areal är 55,20 kvadratkilometer varav 54,15 land. År 2000 fanns här 14 141 invånare. Tätorterna Skoghall och Vidöåsen samt sockenkyrkan Hammarö kyrka ligger i socknen.   

## Administrativ historik
Socknen har medeltida ursprung. 
Vid kommunreformen 1862 övergick socknens ansvar för de kyrkliga frågorna till Hammarö församling och för de borgerliga frågorna bildades Hammarö landskommun. 
Den 1 januari 1934 fördes hemmanet Vidön över från Karlstad landsförsamling.
Landskommunen ombildades 1950 till Hammarö köping som 1971 ombildades till Hammarö kommun.
1 januari 2016 inrättades distriktet Hammarö, med samma omfattning som socknen och kommunen.
Socknen har tillhört län, fögderier, tingslag och domsagor enligt vad som beskrivs i artikeln Karlstads härad. De indelta soldaterna tillhörde Värmlands regemente och Kils kompani.

## Geografi
Hammarö socken ligger söder om Karlstad och omfattar Hammarön med kringliggande mindre öar. Socknen är småkuperad och skogrik med stort inslag av tätbebyggelse.

## Fornlämningar
Från bronsåldern finns ett 20-tal gravrösen och skålgropsförekomster. Från järnåldern finns tre gravfält och en domarring.  En runsten, Hovlandastenen, har påträffats.

## Namnet
Namnet skrevs 1296 Hammarö och kommer från ön. Det innehåller hammar, 'stenig höjd, stenbacke'.

## Befolkningsutveckling
| Befolkningsutvecklingen i Hammarö socken 1780–1990                                                       | Befolkningsutvecklingen i Hammarö socken 1780–1990 | Befolkningsutvecklingen i Hammarö socken 1780–1990 | Befolkningsutvecklingen i Hammarö socken 1780–1990 | Befolkningsutvecklingen i Hammarö socken 1780–1990 |
| --- | -------------------------------------------------- | -------------------------------------------------- | -------------------------------------------------- | -------------------------------------------------- |
| |                                                    |                                                    |                                                    |                                                    |
| År |                                                    |                                                    | Folkmängd                                          |                                                    |
| 1780 | 1780                                               |                                                    | 613                                                |                                                    |
| 1790 | 1790                                               |                                                    | 656                                                |                                                    |
| 1810 | 1810                                               |                                                    | 797                                                |                                                    |
| 1820 | 1820                                               |                                                    | 876                                                |                                                    |
| 1830 | 1830                                               |                                                    | 997                                                |                                                    |
| 1840 | 1840                                               |                                                    | 1 182                                              |                                                    |
| 1850 | 1850                                               |                                                    | 1 331                                              |                                                    |
| 1860 | 1860                                               |                                                    | 1 490                                              |                                                    |
| 1870 | 1870                                               |                                                    | 1 632                                              |                                                    |
| 1880 | 1880                                               |                                                    | 1 660                                              |                                                    |
| 1890 | 1890                                               |                                                    | 1 589                                              |                                                    |
| 1900 | 1900                                               |                                                    | 1 628                                              |                                                    |
| 1910 | 1910                                               |                                                    | 1 586                                              |                                                    |
| 1920 | 1920                                               |                                                    | 3 892                                              |                                                    |
| 1930 | 1930                                               |                                                    | 4 886                                              |                                                    |
| 1940 | 1940                                               |                                                    | 6 084                                              |                                                    |
| 1950 | 1950                                               |                                                    | 7 813                                              |                                                    |
| 1960 | 1960                                               |                                                    | 10 442                                             |                                                    |
| 1970 | 1970                                               |                                                    | 10 728                                             |                                                    |
| 1980 | 1980                                               |                                                    | 12 129                                             |                                                    |
| 1990 | 1990                                               |                                                    | 13 468                                             |                                                    |
| Anm: Källor: Umeå universitet - Tabellverket 1749-1859, Demografiska databasen, CEDAR, Umeå universitet. |                                                    |                                                    |                                                    |                                                    |